# Hello Katy Tour
L'Hello Katy Tour è stato il primo tour musicale della cantautrice statunitense Katy Perry, a supporto del suo secondo album in studio One of the Boys (2008).
Il tour include tappe in Nord America, in Europa, in Asia e in Australia. Katy Perry annunciò la tournée nel novembre del 2008 durante la sua conduzione degli MTV Europe Music Awards 2008.
Katy Perry avrebbe dovuto portare lo show anche in Italia, a Milano, il 23 giugno 2009, ma l'evento fu annullato a causa di un'influenza che colpì la cantante.

## Scaletta
1. Fingerprints
2. One of the Boys
3. Hokey Pokey
4. Hot n Cold
5. Self Inflicted
6. Mannequin
7. Thinking of You
8. Ur So Gay
9. Waking Up in Vegas
10. Lost
11. I'm Still Breathing
12. I Think I'm Ready
13. If You Can Afford Me
14. I Kissed a Girl

## Date
| Data             | Città                | Stato        | Luogo                         | Biglietti (venduti / disponibili) | Incasso      |
| Nord America     | Nord America         | Nord America | Nord America                  | Nord America                      | Nord America |
| ---------------- | -------------------- | ------------ | ----------------------------- | --------------------------------- | ------------ |
| 23 gennaio 2009  | Seattle              | Stati Uniti  | Showbox at the Market         | 1.150 / 1.150                     | $19.980      |
| 25 gennaio 2009  | Vancouver            | Canada       | Commodore Ballroom            | 990 / 990                         | $20.111      |
| 27 gennaio 2009  | Portland             | Stati Uniti  | Crystal Ballroom              | N.D.                              | N.D.         |
| 28 gennaio 2009  | San Francisco        | Stati Uniti  | The Fillmore                  | 1.314 / 1.314                     | $23.980      |
| 29 gennaio 2009  | Sacramento           | Stati Uniti  | Empire Events Center          | N.D.                              | N.D.         |
| 31 gennaio 2009  | Los Angeles          | Stati Uniti  | Wiltern Theatre               | 2.690 / 2.690                     | $44.913      |
| 2 febbraio 2009  | Tucson               | Stati Uniti  | Centennial Hall               | N.D.                              | N.D.         |
| 3 febbraio 2009  | Tempe                | Stati Uniti  | Marquee Theatre               | N.D.                              | N.D.         |
| 5 febbraio 2009  | San Diego            | Stati Uniti  | House of Blues                | 1.000 / 1.000                     | $18.000      |
| 10 febbraio 2009 | Salt Lake City       | Stati Uniti  | In the Venue                  | N.D.                              | N.D.         |
| Europa           |                      |              |                               |                                   |              |
| 20 febbraio 2009 | Hannover             | Germania     | The Dome 49                   | N.D.                              | N.D.         |
| 22 febbraio 2009 | Stoccolma            | Svezia       | Nalen                         | N.D.                              | N.D.         |
| 23 febbraio 2009 | Copenaghen           | Danimarca    | K.B. Hallen                   | N.D.                              | N.D.         |
| 25 febbraio 2009 | Manchester           | Regno Unito  | Manchester Academy            | N.D.                              | N.D.         |
| 26 febbraio 2009 | Londra               | Regno Unito  | KOKO                          | 2.752 / 2.800                     | $53.623      |
| 27 febbraio 2009 | Londra               | Regno Unito  | KOKO                          | 2.752 / 2.800                     | $53.623      |
| 1º marzo 2009    | Amsterdam            | Paesi Bassi  | Melkweg                       | N.D.                              | N.D.         |
| 2 marzo 2009     | Parigi               | Francia      | Élysée Montmartre             | N.D.                              | N.D.         |
| 4 marzo 2009     | Monaco di Baviera    | Germania     | TonHalle                      | N.D.                              | N.D.         |
| 5 marzo 2009     | Francoforte sul Meno | Germania     | Hugenottenhalle               | N.D.                              | N.D.         |
| 6 marzo 2009     | Amburgo              | Germania     | Große Freiheit                | N.D.                              | N.D.         |
| 7 marzo 2009     | Bruxelles            | Belgio       | Ancienne Belgique             | 1.850 / 1.850                     | $49.080      |
| Europa           |                      |              |                               |                                   |              |
| 19 marzo 2009    | Austin               | Stati Uniti  | Stubb's                       | N.D.                              | N.D.         |
| 23 marzo 2009    | Kansas City          | Stati Uniti  | Beaumont Club                 | N.D.                              | N.D.         |
| 24 marzo 2009    | Minneapolis          | Stati Uniti  | First Avenue                  | 1.534 / 1.534                     | $36.816      |
| 26 marzo 2009    | Chicago              | Stati Uniti  | House of Blues                | N.D.                              | N.D.         |
| 27 marzo 2009    | Detroit              | Stati Uniti  | Clutch Cargo's                | 1.121 / 1.275                     | $21.438      |
| 28 marzo 2009    | Cleveland            | Stati Uniti  | House of Blues                | 1.300 / 1.300                     | $23.400      |
| 30 marzo 2009    | Toronto              | Canada       | The Guvernment                | N.D.                              | N.D.         |
| 31 marzo 2009    | Montréal             | Canada       | Metropolis                    | N.D.                              | N.D.         |
| 1º aprile 2009   | Boston               | Stati Uniti  | House of Blues                | 2.597 / 2.597                     | $43.650      |
| 3 aprile 2009    | Palm Springs         | Stati Uniti  | Convention Center             | N.D.                              | N.D.         |
| 5 aprile 2009    | Filadelfia           | Stati Uniti  | The Fillmore                  | N.D.                              | N.D.         |
| 6 aprile 2009    | New York             | Stati Uniti  | The Fillmore at Irving Plaza  | 3.520 / 3.599                     | $58.524      |
| 7 aprile 2009    | New York             | Stati Uniti  | The Fillmore at Irving Plaza  | 3.520 / 3.599                     | $58.524      |
| 8 aprile 2009    | New York             | Stati Uniti  | The Fillmore at Irving Plaza  | 3.520 / 3.599                     | $58.524      |
| 10 aprile 2009   | Washington           | Stati Uniti  | 9:30 Club                     | 1.200 / 1.200                     | $21.600      |
| 11 aprile 2009   | North Myrtle Beach   | Stati Uniti  | House of Blues                | 2.067 / 2.067                     | $32.039      |
| 14 aprile 2009   | Nashville            | Stati Uniti  | Cannery Ballroom              | N.D.                              | N.D.         |
| 15 aprile 2009   | Atlanta              | Stati Uniti  | Center Stage                  | N.D.                              | N.D.         |
| 28 aprile 2009   | Saint Petersburg     | Stati Uniti  | Jannus Landing                | 1.429 / 1.500                     | $22.732      |
| 29 aprile 2009   | Fort Lauderdale      | Stati Uniti  | Revolution Live               | N.D.                              | N.D.         |
| 2 maggio 2009    | Birmingham           | Stati Uniti  | Convention Complex            | N.D.                              | N.D.         |
| 7 maggio 2009    | Miami                | Stati Uniti  | The Fillmore Miami Beach      | N.D.                              | N.D.         |
| 11 maggio 2009   | Dallas               | Stati Uniti  | House of Blues                | 1.647 / 1.647                     | $29.658      |
| 12 maggio 2009   | Houston              | Stati Uniti  | House of Blues                | N.D.                              | N.D.         |
| Asia             |                      |              |                               |                                   |              |
| 25 maggio 2009   | Osaka                | Giappone     | Club Quattro                  | N.D.                              | N.D.         |
| 26 maggio 2009   | Nagoya               | Giappone     | Club Quattro                  | N.D.                              | N.D.         |
| 28 maggio 2009   | Tokyo                | Giappone     | Duo Music Exchange            | N.D.                              | N.D.         |
| 29 maggio 2009   | Tokyo                | Giappone     | Duo Music Exchange            | N.D.                              | N.D.         |
| Europa           |                      |              |                               |                                   |              |
| 1º giugno 2009   | Landgraaf            | Paesi Bassi  | Megaland Landgraaf            | N.D.                              | N.D.         |
| 9 giugno 2009    | Londra               | Regno Unito  | O2 Shepherds Bush Empire      | 3.960 / 3.960                     | $94.726      |
| 10 giugno 2009   | Londra               | Regno Unito  | O2 Shepherds Bush Empire      | 3.960 / 3.960                     | $94.726      |
| 11 giugno 2009   | Brighton             | Regno Unito  | Brighton Dome                 | 1.819 / 1.819                     | $40.143      |
| 13 giugno 2009   | Crans-près-Céligny   | Svizzera     | Port de Crans                 | N.D.                              | N.D.         |
| 14 giugno 2009   | Zurigo               | Svizzera     | Volkshaus                     | N.D.                              | N.D.         |
| 16 giugno 2009   | Parigi               | Francia      | L'Olympia                     | N.D.                              | N.D.         |
| 17 giugno 2009   | Lione                | Francia      | Le Transbordeur               | N.D.                              | N.D.         |
| 19 giugno 2009   | Scheeßel             | Germania     | MSC Eichenring                | N.D.                              | N.D.         |
| 20 giugno 2009   | Colonia              | Germania     | Palladium Köln                | N.D.                              | N.D.         |
| 21 giugno 2009   | Tuttlingen           | Germania     | Flugplatz Tuttlingen          | N.D.                              | N.D.         |
| 25 giugno 2009   | Barcellona           | Spagna       | Palau Sant Jordi              | N.D.                              | N.D.         |
| 26 giugno 2009   | Madrid               | Spagna       | Palacio de Deportes           | N.D.                              | N.D.         |
| 27 giugno 2009   | Malaga               | Spagna       | Auditorio Municipal           | N.D.                              | N.D.         |
| 28 giugno 2009   | Lisbona              | Portogallo   | Arena di Campo Pequeno        | N.D.                              | N.D.         |
| 2 luglio 2009    | Nibe                 | Danimarca    | Skalskoven                    | N.D.                              | N.D.         |
| 4 luglio 2009    | Werchter             | Belgio       | Festival Grounds              | N.D.                              | N.D.         |
| 5 luglio 2009    | Arras                | Francia      | Main Square                   | N.D.                              | N.D.         |
| 6 luglio 2009    | Esch-sur-Alzette     | Lussemburgo  | Rockhal                       | N.D.                              | N.D.         |
| 9 luglio 2009    | Istanbul             | Turchia      | True Blue Fenerbahçe          | N.D.                              | N.D.         |
| 11 luglio 2009   | Perth and Kinross    | Regno Unito  | Festival Grounds              | N.D.                              | N.D.         |
| 12 luglio 2009   | Kildare              | Irlanda      | Festival Grounds              | N.D.                              | N.D.         |
| Nord America     |                      |              |                               |                                   |              |
| 25 luglio 2009   | Boston               | Stati Uniti  | Agganis Arena                 | 2.879 / 3.800                     | $84.930      |
| 26 luglio 2009   | Toronto              | Canada       | Molson Amphitheatre           | 6.531 / 8.000                     | $163.072     |
| 28 luglio 2009   | New York             | Stati Uniti  | Hammerstein Ballroom          | 3.849 / 3.853                     | $110.212     |
| 30 luglio 2009   | Atlantic City        | Stati Uniti  | Borgata                       | 2.495 / 3.000                     | $87.453      |
| 2 agosto 2009    | Houston              | Stati Uniti  | Verizon Wireless Theater      | 3.262 / 3.262                     | $41.360      |
| 4 agosto 2009    | Irvine               | Stati Uniti  | Verizon Wireless Amphitheatre | N.D.                              | N.D.         |
| Oceania          |                      |              |                               |                                   |              |
| 12 agosto 2009   | Brisbane             | Australia    | The Tivoli                    | 1.357 / 1.500                     | $62.416      |
| 14 agosto 2009   | Melbourne            | Australia    | Forum Theatre                 | 1.318 / 1.500                     | $65.587      |
| 17 agosto 2009   | Sydney               | Australia    | Enmore Theatre                | 3.299 / 4.735                     | $162.558     |
| 18 agosto 2009   | Sydney               | Australia    | Enmore Theatre                | 3.299 / 4.735                     | $162.558     |
| Europa           |                      |              |                               |                                   |              |
| 21 agosto 2009   | Glasgow              | Regno Unito  | Barrowland Ballroom           | N.D.                              | N.D.         |
| 22 agosto 2009   | Weston-under-Lizard  | Regno Unito  | Weston Park                   | N.D.                              | N.D.         |
| 23 agosto 2009   | Chelmsford           | Regno Unito  | Hylands Park                  | N.D.                              | N.D.         |
| 25 agosto 2009   | Birmingham           | Regno Unito  | O2 Academy Birmingham         | 3.000 / 3.000                     | $66.746      |
| 26 agosto 2009   | Newcastle upon Tyne  | Regno Unito  | O2 Academy Newcastle          | N.D.                              | N.D.         |
| Nord America     |                      |              |                               |                                   |              |
| 29 agosto 2009   | Los Angeles          | Stati Uniti  | Hollywood Palladium           | 3.044 / 4.940                     | $45.939      |
| 30 agosto 2009   | Santa Barbara        | Stati Uniti  | Santa Barbara Bowl            | 4.603 / 4.603                     | $115.075     |
| 4 settembre 2009 | Salem                | Stati Uniti  | Oregon State Fair             | N.D.                              | N.D.         |
| 5 settembre 2009 | Seattle              | Stati Uniti  | Seattle Center                | N.D.                              | N.D.         |
| Asia             |                      |              |                               |                                   |              |
| 14 novembre 2009 | Pasay                | Filippine    | MoA Concert Grounds           | N.D.                              | N.D.         |
| Europa           |                      |              |                               |                                   |              |
| 28 novembre 2009 | Ischgl               | Austria      | Silvrettaseilbahn AG          | N.D.                              | N.D.         |
| Totale           | Totale               | Totale       | Totale                        | 69.577 / 76.485 (91%)             | $1.508.092   |